# VIPER (луноход)
VIPER (Volatiles Investigating Polar Exploration Rover) — американский луноход, разрабатываемый Исследовательским Центром Эймса в рамках программы CLPS, в целях поиска полезных ископаемых и водяного льда в постоянно затенённых областях в районе южного полюса Луны. Запуск планировался в ноябре 2024 года ракетой-носителем Falcon Heavy компании SpaceX.
Если бы проект был реализован, то США стал бы пятой страной после СССР, Китая, Индии («Прагъян-2») и Японии («LEV-2»), которая смогла осуществить мягкую посадку лунохода на поверхность Луны и дистанционно управлять им, и первой страной, исследовавшей постоянно затенённые области Луны in situ.

## История миссии
В 2009 году зонд LCROSS зафиксировал присутствие воды в облаке, поднявшемся после падения в один из кратеров около южного полюса Луны разгонного блока «Центавр».
Считается, что лед может располагаться в приповерхностном слое на дне кратеров, которые из-за своего расположения находятся в постоянной тени. Однако пока ни один аппарат не исследовал детально эти области с поверхности Луны, поэтому условия нахождения воды и её точные количества остаются предметом споров.
Миссия VIPER основана на предыдущей концепции лунохода НАСА Resource Prospector, который был отменен в 2018 году.
- 20 марта 2019 года заместитель директора научного подразделения НАСА Стив Кларк заявил о намерении Агентства создать и отправить первый американский луноход в 2023 году, что станет первым этапом в реализации программы возвращения США на Луну[5].
- 25 октября 2019 года администратор НАСА Джим Брайденстайн на 70-м Астронавтическом конгрессе сообщил о намерении в декабре 2022 года доставить на южный полюс Луны планетоход VIPER для поиска водяного льда. VIPER должен быть разработан по программе НАСА Commercial Lunar Payload Services (CLPS) и доставлен на Луну коммерческой ракетой-носителем. Стоимость программы составит 250 млн долларов[6][7].
- 11 июня 2020 года НАСА выбрало американскую компанию Astrobotic Technology для доставки в конце 2023 года в район южного полюса Луны лунохода VIPER. Стоимость контракта НАСА с Astrobotic составит 199,5 млн долларов[8][9].
- 13 апреля 2021 года компания Astrobotic Technology подписало контракт со SpaceX на запуск в ноябре 2023 года на ракете-носителе Falcon Heavy посадочного модуля Griffin с луноходом VIPER[10].
- 27 октября 2021 года НАСА объявило, что завершило критический анализ конструкции лунохода и утвердило его компоновку[11].
- февраль 2024 года завершена сборка лунохода, установлен бур TRIDENT — последняя научная аппаратура[12].
- 17 июля 2024 года миссия было отменена из-за выросших до 609 миллионов долларов расходов и переноса запуска на сентябрь 2025[13].

### После закрытия
После закрытия миссии НАСА принимала заявки на дальнейшее использования ровера в научных целях, к 1 августу 2024 набралось около двенадцати заявок.
- 9 августа 2024 года направило запрос к партнёрам, заинтересованным в получении лунохода для более детально описания их планов[14].

### Ожидавшиеся события
- Сентябрь 2025 года — запуск с помощью ракеты-носителя Falcon Heavy посадочного модуля Griffin, на борту которого будет находиться луноход VIPER[15].

## Разработчики
- НАСА — заказчик в рамках программы Commercial Lunar Payload Services (CLPS).
- Science Mission Directorate — менеджмент программы Lunar Discovery and Exploration, в рамках которой разрабатывается VIPER.
- Исследовательский Центр Эймса — менеджмент проекта, разработка инфракрасного спектрометра «NIRVSS».
- Космический центр Кеннеди — создание масс-спектрометра «MSolo».
- Honeybee Robotics — разработчик бура «TRIDENT».
- Astrobotic Technology — разработка посадочной платформы «Griffin» и её интеграция с луноходом VIPER[16].
- SpaceX — предоставление пусковой услуги ракетой-носителем Falcon Heavy.

## Конструкция
VIPER имеет схожие размеры с гольф-каром — около 1,4 x 1,4 × 2 м и вес около 450 кг. Максимальная скорость лунохода составляет 720 метров в час. Имеет батарею с пиковой мощностью 450 Вт, которая заряжается от солнечных батарей. Связь лунохода с Землей осуществляется напрямую через Х-диапазон при помощи системы Deep Space Network.

## План миссии

### Запуск и посадка на Луну
Луноход планировалось запустить ракетой-носителем Falcon Heavy в ноябре 2024 года.

### Место посадки
20 сентября 2021 года глава планетологического подразделения НАСА Лори Глейз на пресс-конференции сообщила, что в качестве места посадки VIPER рассматривались четыре разных точки в окрестностях южного полюса Луны, из которых была выбрана западная часть кратера Нобиле. Этот регион оказался не только самым интересным с точки зрения науки, но и наиболее удобным c точки зрения поддержания связи с Землей, доступа к солнечному свету для подзарядки аккумуляторов лунохода, а также безопасной для перемещения по поверхности Луны.

### Основная миссия и научные задачи
Длительность миссии будет составлять 100 суток вместо первоначально анонсированных в 2019 году 14 суток. За это время VIPER исследует в районе кратера Нобиле примерно 93 км2 поверхности и проедет от 16 до 24 км, изучая грунт тремя приборами. На аппарате будет установлен бур, способный проникать на глубину до метра. VIPER проведет спектрометрические исследования и забор проб пород и льда с большой глубины из трех мест бурения, а также определит концентрацию водяного льда. Полученная им информация поможет, в том числе, выбрать место будущей посадки астронавтов на поверхность Луны и обеспечить жизнедеятельность лунной базы. Эти сведения могут также быть использованы для получения кислорода и водорода как ракетного топлива.
Особенностью VIPER будет то, что он должен вести исследования как в тот период, когда поверхность Луны освещена, так и лунной ночью, что позволит собрать больше научной информации. Для работы в темноте луноход снабжён фарой. Особенно интересными с точки зрения исследований будут период рассвета и сумерек на Луне, поскольку по линии терминатора — линии, разделяющей освещенную и неосвещенную поверхность Луны — отдельные участки поверхности могут быть наэлектризованы и лунная пыль будет подниматься с поверхности.

### Научная аппаратура
VIPER оборудован буром и тремя научными приборами: нейтронным спектрометром (The Neutron Spectrometer System, NSS) для обнаружения подповерхностного льда, 1-метровым буром TRIDENT.
| Наименование инструмента                                                        | Аббревиатура | Разработчик                   | Функция                                                                                             |
| ------------------------------------------------------------------------------- | ------------ | ----------------------------- | --------------------------------------------------------------------------------------------------- |
| Нейтронный спектрометр «NSS» (Neutron Spectrometer System)                      | NSS          | Исследовательский Центр Эймса | Обнаружение подподверхностного водорода и водяного льда.                                            |
| Бур «TRIDENT» (The Regolith and Ice Drill for Exploring New Terrains)           | TRIDENT      | Honeybee Robotics             | 1-метровый бур                                                                                      |
| Инфракрасный спектрометр «NIRVSS» (Near InfraRed Volatiles Spectrometer System) | NIRVSS       | Исследовательский Центр Эймса | Анализ минерального и пылевого состава. Изначально разрабатывался для лунохода Resource Prospector. |
| Масс-спектрометр «MSolo» (Mass Spectrometer Observing Lunar Operations)         | MSolo        | Космический центр Кеннеди     | Анализ минерального и пылевого состава.                                                             |

## Оценка стоимости и финансирование
- В октябре 2019 года НАСА предполагало, что стоимость программы по отправке лунохода составит 250 млн долларов[6].
- В марте 2021 года НАСА сообщило, что стоимость программы по отправке лунохода составит 433.5 млн долларов[22]. Стоимость пуска ракетой-носителем Falcon Heavy составляет 90 млн долларов.
- В июле 2024 года оценки НАСА достигли 609.6 млн долларов[13]. Из-за чего миссия была отменена.